# Myospila bruma
Myospila bruma är en tvåvingeart som beskrevs av Feng 2003. Myospila bruma ingår i släktet Myospila och familjen husflugor. Inga underarter finns listade i Catalogue of Life.